# لی‌لی کول
لی‌لی کول (نام کامل:لی‌لی لاهانا کول) زادهٔ (۲۷ دسامبر سال ۱۹۸۷) is an English model, actress and entrepreneur. یک هنرپیشه، مانکن و کار آفرین  اهل بریتانیا است. کول حرفه‌ای مدل‌سازی را به عنوان یک نوجوان دنبال کرد و در سال 2009 توسط وگ پاریس به عنوان یکی از 30 مدل برتر 2000s معرفی شد. او برای اولین بار در Vogue انگلیس در 16 سالگی، به نام "مدل سال" در جوایز مدال بریتانیا مد 2010، و با بسیاری از مارک‌های شناخته شده، از جمله الکساندر مک‌کوئین، شنل، لویی ویتون، ژان پل گوتیه و  موسکینو کار می‌کرد . کمپین تبلیغاتی او شامل لانگچمپ،آنا سویی،, Rimmel  و  Cacharel است.
اولین نقش رهبری کول در نقش یک هنرپیشه به عنوان والنتینا در سال 2009 فیلم دکتر پارناسوس، مردی که به شیطان رو دست زد بود. فیلم دیگر او شامل Passages است، کوتاه به کارگردانی  شکهار کاپور، و اژدها وجود دارد که توسط رولند جافه کارگردانی شده‌است. در سال 2013 کول غیرممکن شد، یک گروه نوآوری و انکوباتور (قبلا یک شبکه اجتماعی اجتماعی هدیه که در حال حاضر به نام غیر ممکن است) تغییر نام داد.

## زندگی شخصی
در آغاز سال ۲۰۰۸ کول با با بازیگر انریکه مارکیانو به مدت دو سال و نیم رابطه داشت و رابطه آن‌ها در سال ۲۰۱۱ به پایان رسید.
در ۲۸ اکتبر سال ۲۰۱۵ کول اعلام کرد که در انتظار اولین بچه اش از نامزد کوامی فریرا است.
دختر آن‌ها در سپتامبر ۲۰۱۵ متولد شد.

## فیلم‌شناسی

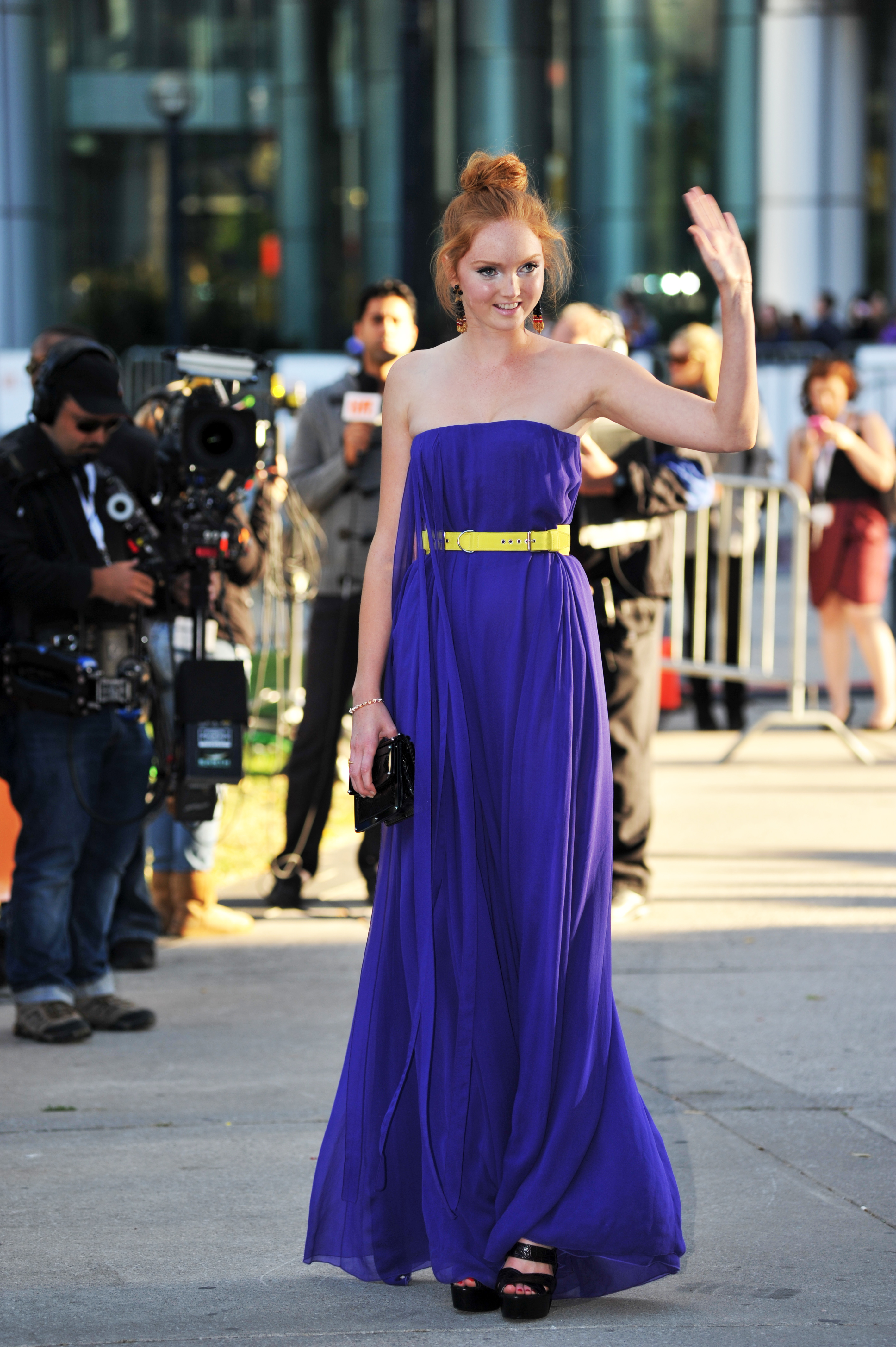
لی‌لی کول در سال ۲۰۰۹ در جشنواره بین‌المللی فیلم تورنتو، برای فیلم تخیلات دکتر پارناسوس.

| نام                                       | سال  | شخصیت بازیگر        |
| ----------------------------------------- | ---- | ------------------- |
| دکتر پارناسوس، مردی که به شیطان رو دست زد | ۲۰۰۹ | والنتینا            |
| خشم                                       | ۲۰۰۹ |                     |
| جای اژدها                                 | ۲۰۱۱ | آلین                |
| دکتر هو                                   | ۲۰۱۱ |                     |
| دفتر خاطرات پروانه                        | ۲۰۱۱ | ارنزا بلوخ          |
| اعتراف از یک کودک از قرن                  | ۲۰۱۲ | السی                |
| سفیدبرفی و شکارچی                         | ۲۰۱۲ | گرتا                |
| قضیه صفر                                  | ۲۰۱۳ |                     |
| کفش قرمز                                  | ۲۰۱۳ | رقصنده (فیلم کوتاه) |
| جا سسی                                    | ۲۰۱۴ | میمی                |
| کشتزارهای لندن                            | ۲۰۱۴ | تریش شیرت           |
| شکارچی ماهر                               | ۲۰۱۴ |                     |
| پیام‌رسان (فیلم ۲۰۱۵)                      | ۲۰۱۴ | اما                 |
| جنگ ستارگان: آخرین جدای                   | ۲۰۱۷ | Lovey               |